# Vopnafjörður

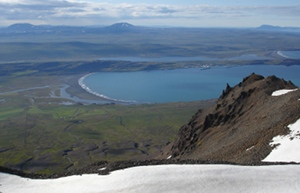
Viken Vopnafjörður

Vopnafjörður är en småort i Austurland i Island.  Antalet invånare är 521.